# فيرا أدريان
فيرا أدريان (بالإنجليزية: Vera Adrian) هي دراجة ناميبية، ولدت في 28 أكتوبر 1993 في ويندهوك في ناميبيا.

## وصلات خارجية
- فيرا أدريان على موقع الاتحاد الدولي للدراجات (الإنجليزية)
- فيرا أدريان على موقع أرشيف الدراجات (الإنجليزية)
- فيرا أدريان على موقع إحصائيات الدراجات الإحترافية (الإنجليزية)
- فيرا أدريان على موقع نسبة الدراجات (الإنجليزية)
- فيرا أدريان على موقع أوليمبيديا (الإنجليزية)
- فيرا أدريان على موقع اتحاد ألعاب الكومنولث (مؤرشف) (الإنجليزية)